# 20-hidroxiecdisona
La 20-Hidroxiecdisona (ecdisterona o 20E) es una hormona ecdiesteroide natural que controla la ecdisis y metamorfosis de artrópodos. Siendo, por lo tanto, una de las hormonas más comunes de la muda en insectos, cangrejos, etc. Es además un fitoecdisteroide producido por varias plantas, incluyendo a Cyanotis vaga, en las cuales su propósito es presumiblemente interrumpir de desarrollo y reproducción de insectos plaga. En artrópodos, la 20-hidroxiecdisona actúa a través del receptor de ecdisona. Aunque los mamíferos carecen de este receptor la 20-hidroxiecdisona puede afectar los sistemas biológicos de mamíferos, incluyendo a los humanos, in vitro, pero hay incertidumbre si cualquier efecto ocurre in vivo. La 20-Hidroxiecdisona es un ingrediente de algunos suplementos que apuntan a mejorar el rendimiento físico, pero no hay evidencia clínica de este efecto.